# Achille Pierre Dionis du Séjour
Achille Pierre Dionis du Séjour (Parigi, 11 gennaio 1734 – Vernou-la-Celle-sur-Seine, 22 agosto 1794) è stato un matematico e astronomo francese.
Dionis du Séjour nacque a Parigi ed aveva come parente alla lontana il famoso chirurgo Pierre Dionis. Si occupò di analisi dei corpi celesti, in particolare delle eclissi, ma anche di comete, retrocessioni e della scomparsa periodica degli anelli di Saturno. Fu consigliere in parlamento prima di essere designato all'Accademia Francese delle Scienze nel 1765. Fece parte del gruppo parigino degli Stati generali del 1789.